# Helicia clivicola
Helicia clivicola är en tvåhjärtbladig växtart som beskrevs av William Wright Smith. Helicia clivicola ingår i släktet Helicia och familjen Proteaceae. Inga underarter finns listade i Catalogue of Life.